# По прозвищу Громила
По прозвищу Громила (другое название — Полицейский-преступник) (итал. Piedone lo sbirro, фр. Un cop hors-la-loi) — художественный фильм-кинокомедия совместного производства Италии и Франции, снятый в 1973 году режиссёром Стено.
Премьера фильма состоялась	25 октября 1973 года. Первый из четырёх фильмов режиссёра Стено с Бадом Спенсером в главной роли под условным названием «Плоскостопие» (Piedone), рассказывающих о расследованиях полицейского инспектора Риццо по прозвищу «Плоскостопие», полицейского, который лучше использует кулаки, чем оружие, по всему миру.
Слоган:	«У этого полицейского нет пистолета — у него есть кулак!».

## Сюжет
В Неаполе полицейский инспектор «Плоскостопие» Риццо («Громила»), который не носит огнестрельного оружия, а полагается на свою физическую силу, и следует собственному кодексу чести, за что пользуется уважением в преступных кругах родного Неаполя. Он радикальными методами безжалостно преследует городских преступников. Однажды приходит новый начальник — шеф полиции Табасси, придерживающийся традиционных методов работы и вступает в конфликт с Риццо…

## В ролях
- Бад Спенсер — полицейский инспектор «Плоскостопие» Риццо
- Адальберто Мария Мерли — комиссар полиции Табасси
- Раймон Пеллегрен — адвокат Де Риббис
- Жюльет Майниель — Мария
- Марио Пилар — Антонино «Маномоцца» Перкукко
- Энцо Каннавале — заместитель инспектора Капуто
- Анджело Инфанти — Фердинандо Скарано
- Джо Дженкинс — Джо, американский солдат
- Сальваторе Морра — Пеппино «Иль Гоббо»
- Франко Ангрисано — заместитель комиссара
- Нино Вингелли — пожилой лидер каморры
- Энцо Магги — Дженнарино
- Доминик Барто —  Том Ферраменти